# Levidi
Levidi  este un oraș în Grecia în Prefectura Arcadia.